# AMX-10P
AMX-10P – francuski bojowy wóz piechoty. Zastąpił starsze wozy AMX VCI zbudowane na podwoziu czołgu AMX-13. W armii francuskiej całkowicie zastąpiony przez bojowe wozy piechoty VBCI.
Prace nad nowym bwp rozpoczęto w Atelier de Construction d’Issy-Les-Molineaux w 1965 roku. Opracowanie nowego wozu stało się konieczne kiedy okazało się, że już eksploatowane wozy AMX VCI nie będą w stanie współdziałać z nowymi czołgami AMX-30. Pierwsze prototypy nowego bwp były gotowe w 1968 roku. W 1972 roku rozpoczęto produkcję seryjną w Atelier de Construction w Roanne. W 1973 roku rozpoczęto dostawy pojazdów seryjnych. Pierwszą jednostką przezbrojoną w nowe bwp była 7 brygada zmechanizowana stacjonująca w Reims. Z czasem AMX-10P stał się podstawowym bwp armii francuskiej (zakupiono ponad 2000 szt.), na jego podwoziu zbudowano też szereg pojazdów o różnorodnym przeznaczeniu. AMX-10P cieszył się także dużym powodzeniem na międzynarodowym rynku broni i został przyjęty do uzbrojenia przez kilka armii (największym odbiorcą zagranicznym była Arabia Saudyjska, która zakupiła 300 egz.).
Obecnie AMX-10P jest wozem przestarzałym. Jego uzbrojenie i opancerzenie jest zbyt słabe. W latach 90. XX wieku miał zostać zastąpiony bwp rodziny Mars-15, ale produkcji tych pojazdów nie uruchomiono. Obecnie planowane jest zastąpienie AMX-10P kołowym bwp VBCI. Ponieważ proces ten potrwa wiele lat w 2005 roku podjęto decyzję o zmodernizowaniu 108 wozów AMX-10P poprzez dodanie dodatkowego opancerzenia.

## Wersje AMX-10P oraz wozy wykorzystujące jego podzespoły
- AMX-10P – bojowy wóz piechoty, wersja podstawowa.
- AMX-10P 25 – wersja z wieżą GIAT-Dragar, uzbrojona w działko kalibru 25 mm.
- AMX-10 HOT – rakietowy niszczyciel czołgów produkowany na zamówienie armii Arabii Saudyjskiej. W miejscu wieży Toucan II umieszczono wieżę Lancelot z czteroprowadnicową wyrzutnią ppk HOT. Dodatkowe 16-20 pocisków jest przewożone w tylnej części pojazdu. Załoga składa się z kierowcy, dowódcy, operatora ppk i dwóch ładowniczych. Masa bojowa 14 100 kg.
- AMX-10P Marines – transporter opancerzony skonstruowany dla indonezyjskiej piechoty morskiej. Dzięki nowemu silnikowi Baudouin 6F11 SRX o mocy 360 KM i pędnikom wodnym o większej średnicy prędkość pływania wzrosła do 10 km/h. Pojazd przystosowania w morzu poprzez polepszenie ochrony antykorozyjnej kadłuba, dodanie falochronu z tworzywa sztucznego i pneumatycznego, awaryjnego rozrusznika silnika. Wóz uzbrojony jest w wkm kalibru 12,7 mm. Załoga składa się z dwóch osób załogi i trzynastu żołnierzy desantu, masa bojowa 13 800 kg.
- AMX-10 PAC-90 – wóz wsparcia ogniowego. Składa się z kadłuba bwp AMX-10P i wieży TS-90 z armatą GIAT CS-90-F4kalibru 90 mm. Jego głównym zadaniem jest zwalczanie czołgów i wsparcie ogniowe piechoty na odległości do 2500 m. Może też wypełniać zadania rozpoznawcze, lub transportować czterech żołnierzy z PPK Milan lub z moździerzem 81 mm. Masa bojowa 14 800 kg.
- AMX-10 TMC-81 – prototypowy wóz wsparcia ogniowego. Uzbrojony w gładkolufowa armatę Brandt CL-81 kalibru 81 mm umieszczoną w zmodyfikowanej wieży TS-90.
- AMX-10RC – kołowy, bojowy wóz rozpoznawczy wykorzystujący kadłub bwp AMX-10P.
- AMX-10 TM – samobieżny moździerz. W miejscu wieży Toucan II ma jednoosobową wieżę Toucan I (z 20 mm działkiem i 7,62 mm karabinem maszynowym). W przedziale desantowym zamontowany jest gwintowany moździerz Brandt MO-120-RT-61 kalibru 120 mm i 60 granatów moździerzowych.
- AMX-10 RAV – opancerzony transporter amunicji. Pojazd ma współpracować z działami samobieżnymi AMX GCT.
- AMX-10 SAO – wóz rozpoznawczy przeznaczony do współpracy z artylerią. W miejscu wieży Toucan II ma wieżę z karabinem maszynowym kalibru 7,62 mm. W wieży zamocowane są dodatkowo dalmierz laserowy, dalmierz nożycowy oraz celownik dzienny i nocny. Dodatkowo pojazd wyposażony jest w system nawigacyjny i terminale systemów transmisji danych ATILA i SAO (opcjonalnie także system SILLAMEN). Załoga składa się z 5 osób.
- AMX-10 VOA – wóz rozpoznawczy przeznaczony do współpracy z artylerią. Ma odmienne wyposażenie niż AMX-10 SAO i czteroosobową załogę.
- AMX-10 PC – wóz dowodzenia.
- AMX-10 SAF – wóz dowodzenia ogniem artylerii (na szczeblu pułku lub baterii). Wyposażony w system dowodzenia artylerią ATILA.
- AMX-10 VLA – wóz łącznikowy używany w jednostkach artyleryjskich.
- AMX-10 RATAC – wóz wyposażony w dopplerowski skaner radiolokacyjny umożliwiający śledzenie toru lotu pocisków artyleryjskich.
- AMX-10P – wóz zabezpieczenia technicznego. Uzbrojenie zamontowane w wieży Toucan I, tylnej części pojazdu zainstalowany jest dźwig o udźwigu 6 ton i dwie wysuwane podpory.
- AMX-10 Ambulance – nieuzbrojona, opancerzona sanitarka.
- AMX-10 SAT – wóz dowiązania topogeodezyjnego artylerii.
- AMX-10P – wóz nauki jazdy, nieuzbrojony.

## Opis

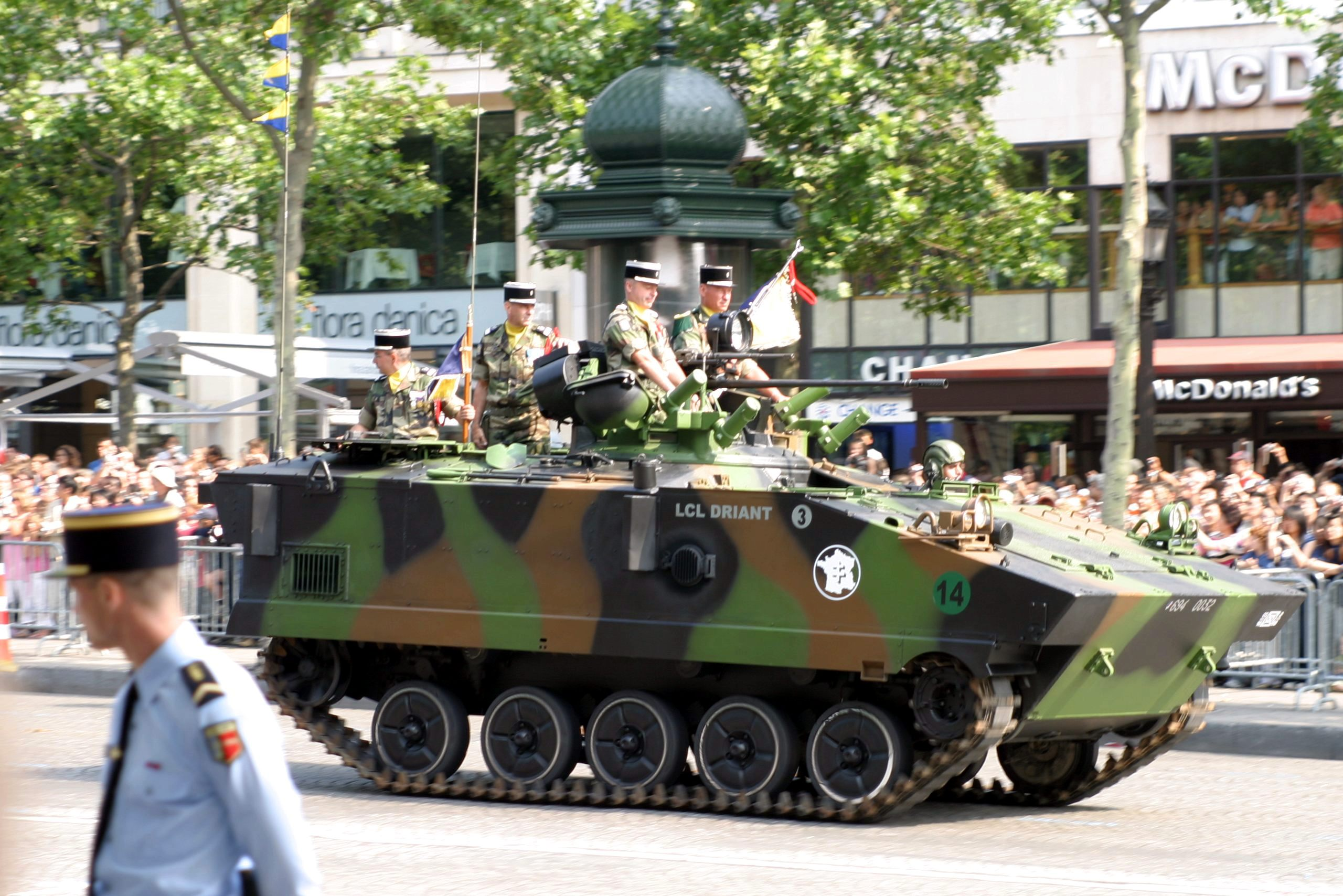
AMX-10P podczas parady

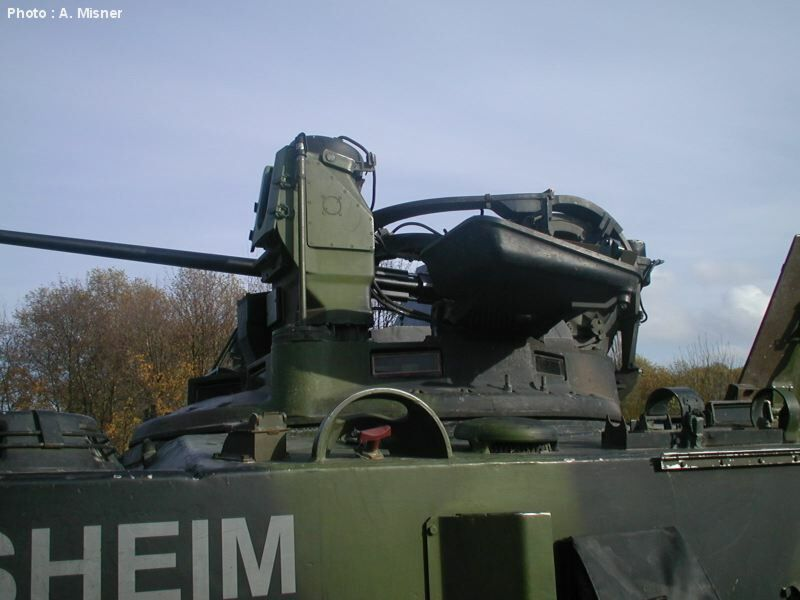
Wieżyczka bojowa AMX-10P

AMX-10P jest bojowym wozem piechoty przeznaczonym do wsparcia czołgów. Jest zdolny do przewożenia piechoty, zapewniając jej zabezpieczenie przed pociskami broni ręcznej oraz wsparcie, gdy przystępuje ona do działania poza pojazdem. AMX-10P jest pojazdem pływającym.
Załogę AMX-10P tworzy dowódca, działonowy, kierowca i ośmiu żołnierzy piechoty. Kierowca zajmuje miejsce w przedziale kierowania, działonowy i dowódca w wieży, a desant w tylnej części pojazdu.
Kadłub AMX-10P tworzy sztywną skrzynię zgrzaną z blach aluminiowych. Pancerz zabezpiecza pojazd przed ostrzałem pociskami kalibru 14,5 mm.
W przedniej części kadłuba znajdują się przedziały kierowania i napędowy z silnikiem Hispano-Suiza HS-115 V-8. W środkowej przedział bojowy z wieżą Toucan II, a w tylnej przedział desantu.
W przedziale napędowym umieszczony jest silnik i układ przeniesienia mocy. Napęd AMX-10P stanowi 8-cylindrowy, czterosuwowy, wielopaliwowy, silnik Hispano-Suiza HS-115 V-8. Układ napędowy zawiera sterowany elektromechanicznie mechanizm skrętu, pięciobiegową skrzynię biegów (cztery do przodu + wsteczny) oraz system kierowania pędnikami wodnymi. System napędowy tworzy power-pack który może być wymieniony w dwie godziny.
AMX-10P ma zawieszenie niezależne na wałkach skrętnych. Każde z 10 kół jezdnych jest połączone za pomocą wahacza z wałkiem skrętnym. Wahacze pierwszej i ostatniej pary kół nośnych są dodatkowo zamocowane do teleskopowych amortyzatorów hydraulicznych. Napęd z silnika jest przekazywany na znajdujące się w przedniej części pojazdu koła napędowe. Z tyłu pojazdu znajdują się koła napinające. Każda gąsienica jest podtrzymywana przez trzy rolki.
AMX-10P jest pojazdem pływającym. Napęd zapewniają dwa pędniki wodne. Z przodu kadłuba znajduje się składany falochron. Woda dostająca się do wnętrza pojazdu jest usuwana przez dwie pompy (jedna usuwa wodę z przedziały desantu, druga silnikowego).
W przedziale kierowania stanowisko ma kierowca. Kierowca obserwuje teren przed wozem za pomocą trzech peryskopów umieszczonych w podnoszonym włazie. W nocy peryskop centralny może być zamieniony na noktowizor. Właz mechanika-kierowcy może być zablokowany w położeniu otwartym i pośrednim. Po zablokowaniu w położeniu pośrednim właz zapewnia kierowcy dobrą obserwację drogi jednocześnie chroni głowę.
W środkowej części pojazdu, lekko przesunięta na lewą stronę znajduje się przedział bojowy z wieżą obrotową Toucan II. W wieży znajduje się zasadnicze uzbrojenie wozu: 20 mm armata M-693 i sprzężony z nią karabin maszynowy AA NF-1. Kąt wychylenia armaty można zmieniać od -8 do +50° co pozwala używać jej jako broni przeciwlotniczej. Prędkość naprowadzania armaty w pionie wynosi maksymalnie 26°/s, w poziomie 50°/s. Uzbrojenie jest sprzężone z reflektorem PH-9A. Uzbrojenie nie jest stabilizowane. Z przodu wieży zamontowane są wyrzutnie granatów dymnych (2x2).
Armata M-693 jest bronią samoczynną o szybkostrzelności teoretycznej 700 strz./min. Zapas amunicji to 900 naboi. Armata M-693 ma dwudrożne zasilanie. W wieży znajdują się dwa magazyny amunicji zawierające 65 naboi przeciwpancernych i 260 naboi odłamkowych. Reszta amunicji przewożona jest w kadłubie. Zasięg skuteczny ognia z armaty to 1500 m. Karabin maszynowy AA NF-1 jest sprzężony z armatą i ma szybkostrzelność 900 strz./min i zasięg 1000 m (zapas amunicji 900 szt.). Uzbrojeniem przeciwpancernym są dwie wyrzutnie ppk Milan zamocowane po bokach górnej części kadłuba.
Działonowy siedzi w lewej części wieży, dowódca prawej. Swoje stanowiska zajmują przez jednoczęściowe włazy. Obaj dysponują 7 peryskopami obserwacyjnymi. Dowódca dysponuje urządzeniem obserwacyjnym M-371 o powiększeniu 1 i 6x oraz umieszczonymi na zewnątrz wieży celownikami: przeciwlotniczym i do ognia na wprost. Celowniczy ma urządzenie celownicze OB-40. Ma ono tor dzienny (powiększenie 6x, kąt widzenia 10°), oraz nocny (5x i 7°). W miejscu OB-40 może być zainstalowany celownik dzienny M-406 (o zmiennym powiększeniu 2 i 6x) lub nocny (pasywny noktowizor, powiększenie 6x).
W przedziale tylnym miejsca zajmują żołnierze desantu. AMX-10P ma strzelnice umożliwiających prowadzenie ognia z wnętrza przedziału desantowego umieszczone w tylnych drzwiach. Żołnierze mogą obserwować teren naokoło pojazdu przez siedem peryskopów. Przedział desantowy można opuścić przez dwuczęściowe, otwierane hydraulicznie tylne drzwi. Dodatkowo przedział desantowy ma dwa włazy w stropie.